# 1-butanamina
La 1-butanamina o n-butilamina es una amina primaria con fórmula molecular C4H11N.

## Síntesis

### 1) A partir de butanamida o butanonitrilo
La reducción de butanamida o butanonitrilo con HLi e AlH3 produce 1-butanamina.

### 2) A partir de pentilamida
Como producto de la reacción de la pentanamida con bromo en medio acuoso fuertemente alcalino se obtiene 1-butanamina y dióxido de carbono.

### 3) A partir de butanal
El butanal al reaccionar con el amoníaco produce 1-butilimina. Al ser tratada posteriormente con un reductor como H2/Ni0 o HNa se sintetiza la 1-butanamina.

### 4) A partir de halogenuros de n-propilo
La 1-butanamina puede ser preparada a partir de halogenuros de n-butilo (P.Ej.: 1-clorobutano o 1-bromobutano) utilizando ftalimida de potasio con N,N-Dimetilformamida (DMF) como solvente y posterior hidrólisis alcalina.